# Emmikhoven
Emmikhoven, ook wel foutief geschreven als Emminkhoven, is de naam van een plaats in Noord-Brabant die tot 1879 de hoofdplaats vormde van een zelfstandige gemeente: Emmikhoven en Waardhuizen.
Emmikhoven ligt tegenover Almkerk, op de zuidoever van de Alm. Het is een straatdorp. De betreffende straat heet nog steeds: Emmikhovense Weg. Tot aan het begin van de negentiende eeuw was Emmikhoven een heerlijkheid, dat als wapen twee afgewende zalmen van zilver op een gouden veld voerde. Het was lange tijd in bezit van de familie Beelaerts. In 1843 meldde A.J. van der Aa over dit dorp dat het grotendeels in de achttiende eeuw gesloopt was. Het dorp is tegenwoordig onderdeel van het sterk gegroeide Almkerk.